# Лыу (деревня)
Лы́у (эст. Lõu), ранее Ле́о и Лы́о (эст. Lõo) — деревня в волости Сааремаа уезда Сааремаа, Эстония.
До административной реформы местных самоуправлений Эстонии 2017 года входила в состав волости Салме (упразднена).

## География и описание
Расположена на острове Сааремаа, на полуострове Сырве, на берегу залива Лыу, в 28 км от волостного и уездного центра — города Курессааре.  Высота над уровнем моря — 7 метров.
По территории деревни протекает река Лыу, на её землях расположена часть природного парка Каугатома-Лыу.
Климат умеренный. Официальный язык — эстонский. Почтовый индекс — 93234.

## Население
По данным переписи населения 2021 года, в Лыу насчитывалось 6 жителей, из них 5 (83,3 %) — эстонцы.
По данным переписи населения 2011 года, в деревне проживали 4 человека, все — эстонцы.
Численность населения деревни Лыу по данным переписей населения:
| Год  | 2000 | 2011 | 2021 |
| ---- | ---- | ---- | ---- |
| Чел. | 0    | ↗ 4  | ↗ 6  |

## История
Впервые упоминается в 1473 году (Lode, Lahhe, Lahye). В источниках 1798 года упоминается Leo (мыза). Рядом с мызой на северо-востоке располагалась одноимённая деревня. Поселение, возникшее на землях мызы после земельной реформы 1919 года, в 1930-е годы было объединено с деревней.
Исторически деревня относилась к приходу Каугатума (эст. Kaugatuma kihelkond).
Южная часть деревни Лыу известна как Теэзу (эст. Teesu, в 1798 году упоминается как Teso).
6 сентября 1941 года Красная армия начала здесь возведение главной линии обороны полуострова Сырве от немецко-фашистских войск, в которой также были противотанковые заграждения. На одном из них в 1969 году была установлена памятная плита с надписью «Противотанковая линия Лыпе—Каймри построена в 1941 году» (в настоящее время она находится на частной земле). В протоколе от 30 ноября 2022 года рабочая группа по советским памятникам при Госканцелярии Эстонии (РГСП) признала этот памятник «нейтральным монументом», т. е. не подлежащим демонтажу или замене (см. Список советских военных памятников Эстонии).
Мыза и деревня были уничтожены в ходе боёв 1944 года, деревня восстановлена в 1990-х годах.